# Dario Knežević
Dario Knežević (Fiume, 1982. április 20. –) horvát labdarúgó, a HNK Rijeka hátvédje.

## Pályafutása

### Klubcsapatban
2001 és 2002 közt a helyi NK Orient Rijeka játékosa volt. 2002-ben szerződött a HNK Rijeka csapatába, ahol a következő 4 évben 89 meccsen játszott. 2006-ban Olaszországba, a Livornóba igazolt. 2008-ban a jól sikerült Európa-bajnokság után egy évre kölcsönvette a szintén olasz Juventus. Itt azonban csak 3 meccsen lépett pályára. A szezon végén visszatért Livornóba. 2012-ben visszatért szülővárosa csapatához, a HNK Rijekához.

### A válogatottban
2006 és 2009 közt 13 alkalommal lépett pályára a horvát labdarúgó-válogatottban és egy gólt szerzett. Részt vett a 2008-as labdarúgó-Európa-bajnokságon.